# Kompleks skoczni narciarskich w Wörgl
Kompleks skoczni narciarskich w Wörgl – kompleks skoczni narciarskich położony w austriackiej miejscowości Wörgl. W skład kompleksu początkowo wchodziła skocznia normalna Latella-Schanze; została ona zdemontowana podczas przebudowy kompleksu.
W latach 2006–08 dokonano remontu obiektów. Z powodu problemów finansowych przebudowę skoczni średniej zakończono dopiero w 2011, nie ukończono również skoczni normalnej. W skład kompleksu wchodzą:
- Eder-Elektrotechnik-Schanze (K60),
- Sparkassen Schanze (K35),
- Mittlere Schanze (K25),
- M4 Schanze (K15).